# Piotr Jan Potocki

Herb Pilawa Złota

Piotr Jan Potocki herbu Pilawa (zm. 1726) – kasztelan bełski, wojewoda czernihowski.
Był członkiem konfederacji sandomierskiej 1704 roku. 

## Rodzice i rodzeństwo Piotra
Syn Pawła (zm. 1674/1675), kasztelana kamienieckiego i jego drugiej żony Eleonory Sołtykow. Brat: Aleksandra Jana (zm. 1714), kasztelana kamienieckiego i wojewody smoleńskiego, Teodora (zm. 1738), prymasa, arcybiskupa gnieźnieńskiego, Stefana (1665-1730), marszałka nadwornego koronnego, Jakuba (zm. 1715), starosty czehryńskiego, Michała (zm. przed 1709), generała majora wojsk polskich, Dominika, Elżbiety, późniejszej żony Wiktora Sobieskiego, chorążego halickiego i Anny, żony Michała Floriana Rzewuskiego (zm. 1687), podskarbiego nadwornego królewskiego.

## Małżeństwa i dzieci
Dwukrotnie żonaty. Pierwsza żona Ludwika Dąmbska (zm. po 1708), córka Jacka Dąmbskiego, kasztelana konarsko-kujawskiego i bieckiego, kanonik gnieźnieński. Ludwika Dąmbska zaślubiona w 1705 roku, była dwukrotnie wdową po Franciszku Michale Dönhoffie (zm. 1696), sekretarzu pieczęci wielkiej koronnej i Andrzeju Sierakowskim, kasztelanie bełskim.
Z małżeństwa z Ludwiką Dąmbską urodziło się cztery córki:
- Eleonora została żoną Fabiana Szaniawskiego, łowczego litewskiego, następnie Andrzeja Grodzickiego, starosty kąkolewskiego
- Teresa (1702-1732) poślubiła Macieja Koźmińskiego (zm. 1748), kasztelana kaliskiego i poznańskiego
- Marianna została zakonnicą
- Elżbieta została zakonnicą

Druga żona Katarzyna Chodorowska, podkomorzanka lwowska, wdowa po Antonim Stamirowskim, podstolim lwowskim, urodziła troje dzieci: Magdalenę (zakonnicę), Joannę (zakonnicę) i Teodora.

## Pełnione urzędy
Od 1720 roku piastował urząd kasztelana bełskiego. Od 1724 roku sprawował urząd wojewody czernihowskiego. Był starostą czerkaskim, tyszowieckim i mostowskim. W jego posiadłościach ziemskich były Horacze i Wierzbowo.